# Pseudovipio
Pseudovipio is een geslacht van insecten uit de orde vliesvleugeligen (Hymenoptera) en de familie schildwespen (Braconidae).

## Soorten
Deze lijst van 24 stuks is mogelijk niet compleet.
- P. annulitarsosis (Shenefelt, 1978)
- P. barchanicus (Telenga, 1936)
- P. castrator (Fabricius, 1798)
- P. corsicus (Marshall, 1897)
- P. deplanator (Nees, 1834)
- P. deserti (Telenga, 1936)
- P. deserticola (Telenga, 1936)
- P. gorgoneus (Marshall, 1897)
- P. gracilis Szepligeti, 1901
- P. guttiventris (Thomson, 1892)
- P. impeditor (Kokujev, 1898)
- P. inscriptor (Nees, 1834)
- P. insubricus (Fahringer, 1926)
- P. kirgisorum (Shestakov, 1932)
- P. kirmanensis (Kokujev, 1907)

- P. minutus (Telenga, 1936)
- P. nigrirostris (Kokujev, 1907)
- P. schaeuffelei (Hedwig, 1957)
- P. siculus (Marshall, 1888)
- P. simulator (Szepligeti, 1914)
- P. tataricus (Kokujev, 1898)
- P. transcaspicus (Kokujev, 1902)
- P. turcomanicus (Kokujev, 1904)
- P. umbraculator (Nees, 1834)